# Elena Rivera Mirano
Elena Rivera Mirano (1951) is een Filipijns zangeres, koorleider, musicoloog en hoogleraar in kunstwetenschappen.

## Levensloop
Rivera Mirano groeide op in Manilla, de hoofdstad van de Filipijnen. Ze slaagde cum laude voor een Bachelor of Arts Engels en behaalde voor het eerste maal een Master of Arts in vergelijkende literatuurwetenschap. Vervolgens verwierf ze een Ph.D. in Filipijnse studie, alle drie aan de Universiteit van de Filipijnen. Ook behaalde ze een tweede mastergraad aan de Stanford-universiteit in geesteswetenschappen.
Ze is hoogleraar in kunstwetenschappen aan de faculteit (college) voor kunst en letteren van de Universiteit van de Filipijnen. Ze deed uitgebreid onderzoek naar de traditionele cultuur van de regio Zuid-Tagalog en de muzikale overlevering in de Filipijnen.
In 1986 toerde ze als onderdeel van het Outreach Program solo door het land met haar muziekalbum Kumintang: Awitin ng mga Tagalog na taga Batangas. Als koorleider van Cherubim and Seraphim, het officiële kinderkoor van de universiteit, produceerde ze onder meer het theaterstuk Awit ni Pulau.
Tijdens het Smithsonian Folklife Festival in Washington D.C. in 1998 was Rivera Mirano onderzoeksdirecteur voor het programma van de Filipijnen. Ze is als projectdirecteur en hoofdredacteur verbonden aan een onderzoeksproject naar het leven en werk van de Filipijnse componist Marcelo Adonay, waarvan ze in 2010 het eerste deel publiceerde.

## Erkenning
Haar boek Subli: One Dance in Four Voices werd in 1989 onderscheiden met een National Book Award in de categorie kunstboek. In 1998 werd haar boek Ang Mga Tradisyonal na Musikang Pantinig sa Lumang Bauan, Batangas uitgeroepen tot beste boek in de Gawad Chancellor Awards.
In 2001 werd Rivera Mirano onderscheiden met een Prins Claus Prijs. Door de jury werd ze omschreven als een hedendaags renaissance musicus. In 2007 werd ze onderscheiden met een Achievement Award in Humanities door de nationale onderzoeksraad van de Filipijnen.